# Autor und Autorschaft
Autor und Autorschaft ist der Titel einer 1984 erschienenen Sammlung von Betrachtungen Ernst Jüngers zum Thema Autor und Werk.
Die Schrift besteht aus einer Folge von kurzen Reflexionen, Maximen und Aphorismen, die sich alle mit dem Thema des Autors und seiner Funktion beschäftigen. Jünger beleuchtet vor allem die Fragen, in welchem Verhältnis der Autor zu sich selbst, zu seinem Werk, zum Werk anderer und zu politischen, sozialen, religiösen, historischen und kulturellen Problemen steht oder stehen sollte. Neben eigenen Überlegungen kommentiert er auch Zitate anderer Autoren (wie zum Beispiel Novalis, Goethe, Leon Bloy, Tolstoi, Nietzsche und andere), oder er stellt das Zitat eines anderen Autors unkommentiert in den Raum.

## Ausgabe
- Ernst Jünger: Autor und Autorschaft, Klett-Cotta, Stuttgart 1984, ISBN 3-608-95284-5 und ISBN 3-608-95285-3